# Helios Suns
El Helios Suns, conocido hasta 2014 como KK Helios Domžale es un equipo de baloncesto esloveno que compite en la 1. A slovenska košarkarska liga, la primera división del país. Tiene su sede en la ciudad de Domžale. Disputa sus partidos en el Dvorana Komunalnega centra, con capacidad para 2180 espectadores.

## Historia
El club se fundó en 1949, gracias al empeño de un grupo de jóvenes de la localidad de Domžale. Ha participado en la liga de Eslovenia desde su creación en 1991, aunque en 1999 acabó en la última posición de la liga, pero no descendió debido a los problemas económicos del Lumar, que desapareció, manteniendo el Helios la categoría.
Su momento de gloria lo vivió en 2007, cuando consiguió el título de campeón de liga tras derrotar en la final al Union Olimpija por 3 victorias a 2, ganando ese año también la Copa de Eslovenia, con idéntico rival. 

## Posiciones en liga
- 1992 (3)
- 1993 (5)
- 1994 (7)
- 1995 (11)
- 1996 (12)
- 1997 (5)
- 1998 (9)
- 1999 (12)
- 2000 (11)
- 2001 (7)
- 2002 (6)
- 2003 (5)
- 2004 (4)
- 2005 (4)
- 2006 (3)
- 2007 (1)
- 2008 (2)
- 2009 (2)
- 2010 (3)
- 2011 (3)
- 2012 (3)
- 2013 (5)

## Posiciones Liga Adriática
- 2005 (16)
- 2006 (12)
- 2007 (9)
- 2008 (13)
- 2009 (12)
- 2010 (14)
- 2012 (13)

### Plantilla 2013-2014
| N.º | Nombre       | Nacionalidad                             | Puesto  |
| --- | ------------ | ---------------------------------------- | ------- |
| --  | Gezim Morina | Bandera de Serbia · Bandera de Eslovenia | Pívot   |
| --  | Igor Marić   | Bandera de Croacia                       | Alero   |
| --  | Dejan Mlakar | Bandera de Eslovenia                     | Escolta |
| --  | Luka Vončina | Bandera de Eslovenia                     | Escolta |

## Palmarés
- Liga Eslovena
  - Campeón (1):  2007
  - Subcampeón (2):  2008, 2009
  - Campeón Liga Regular (1):  2007
  - Segundo Liga Regular (3):  2004, 2008, 2009
  - Semifinales (6):  2004, 2005, 2006, 2010, 2011, 2012

- Copa de Eslovenia
  - Campeón (1): 2007
  - Subcampeón (3):  2008, 2011, 2013
  - Semifinales (3):  2005, 2006, 2009

- Supercopa de baloncesto de Eslovenia
  - Subcampeón (2):  2007, 2008

- Alpe Adria Cup
  - Campeón (1): 2016